# Futon
Futon (布団) là một kiểu nệm truyền thống Nhật Bản.

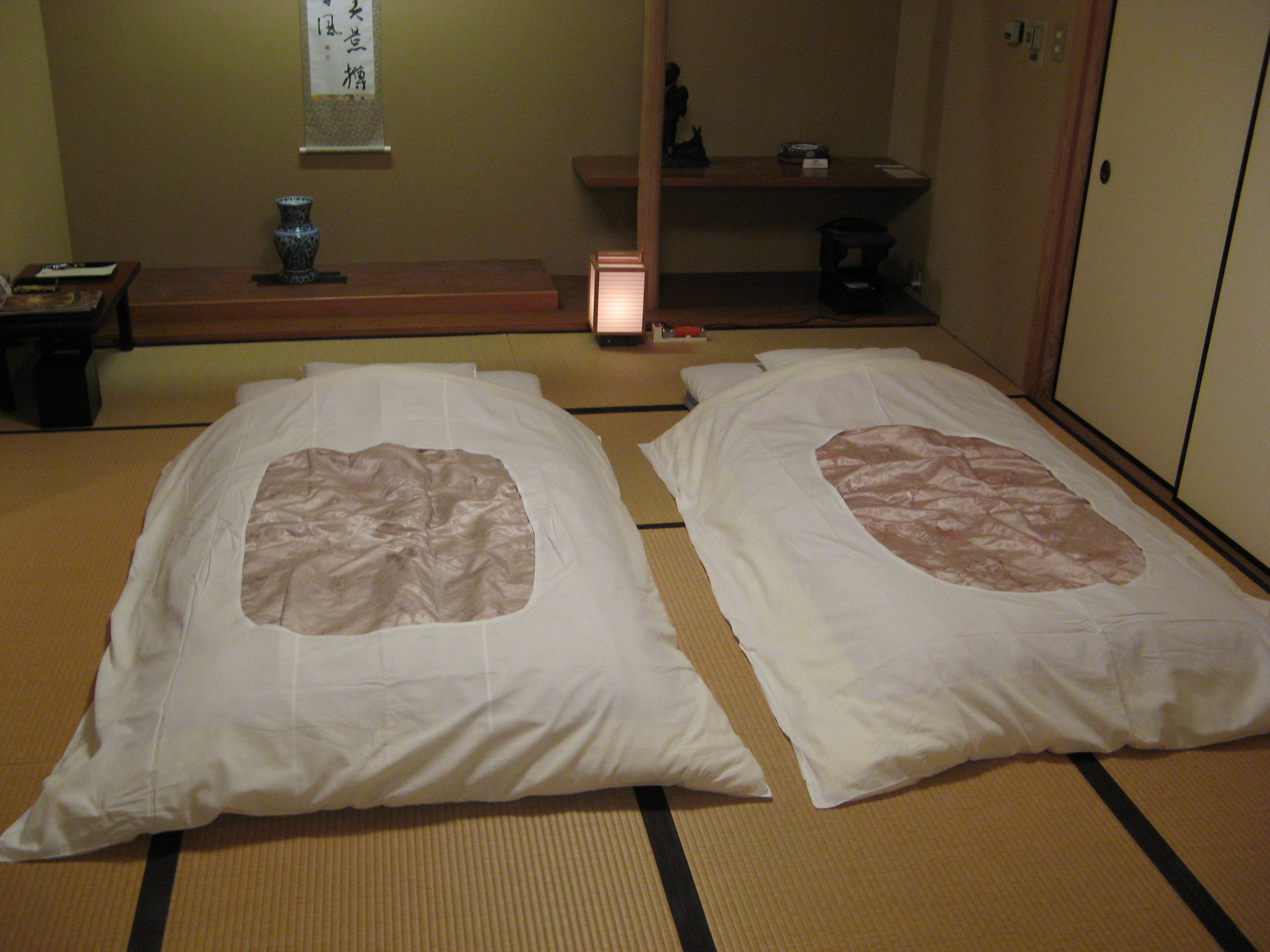
Futon

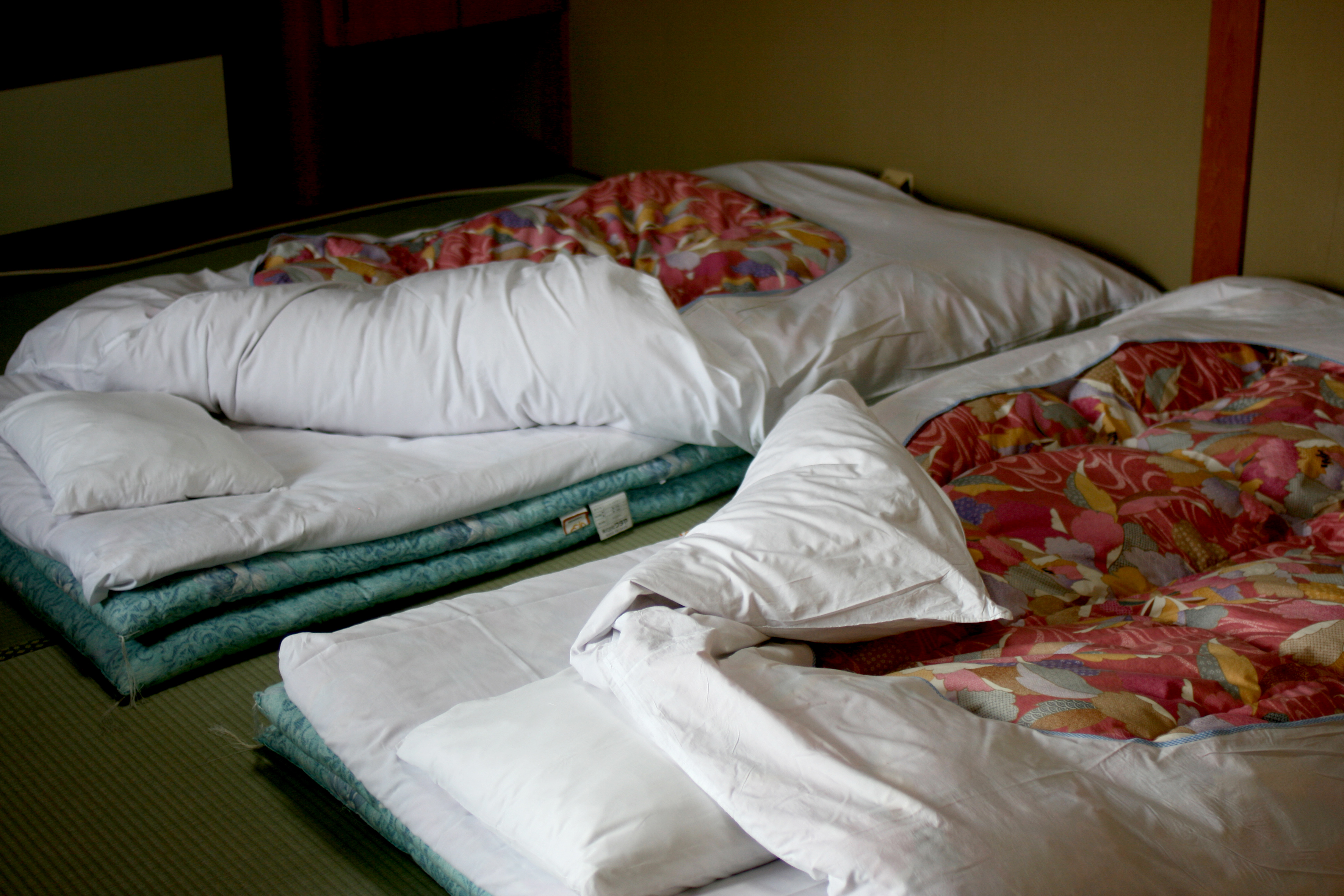
Những tấm nệm futon được trải ra trong các nhà trọ

Một bộ futon hoàn chỉnh bao gồm tấm nệm (敷き布団 shikibuton, lit. "spreading futon") và chăn bông duvet (掛け布団 kakebuton, lit. "covering futon")..

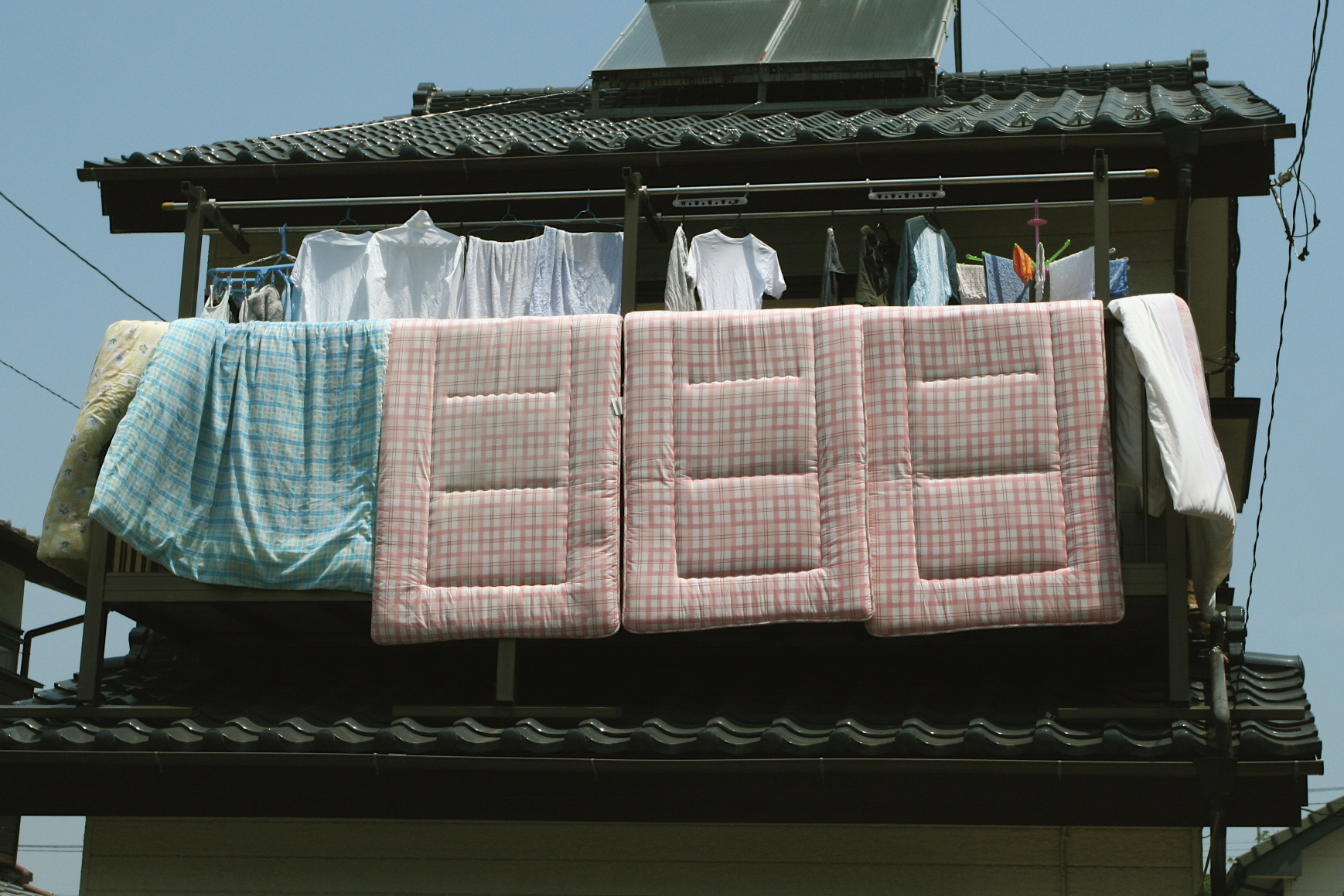
Futon khi được phơi

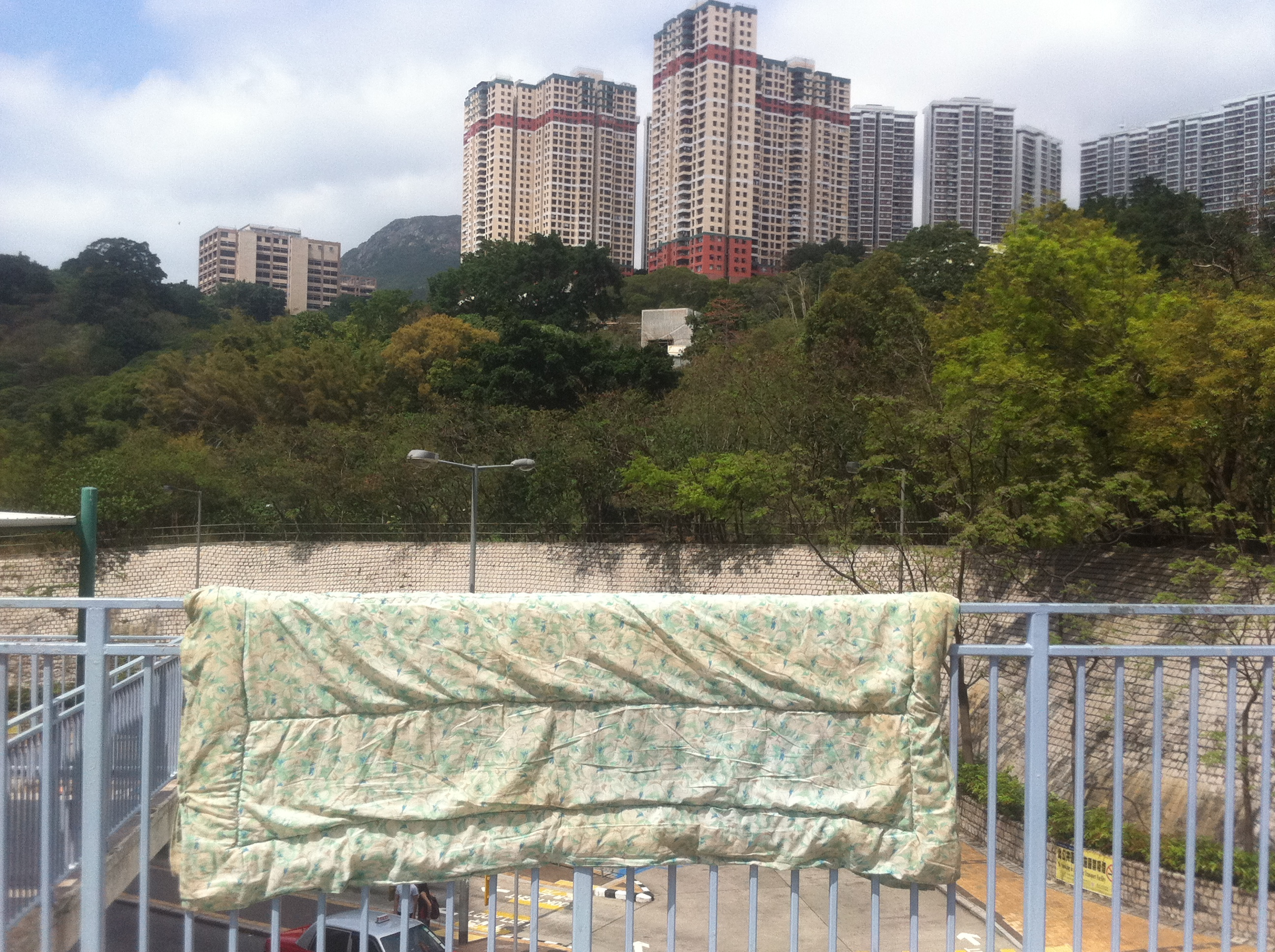
Futon khi được phơi ở lan can

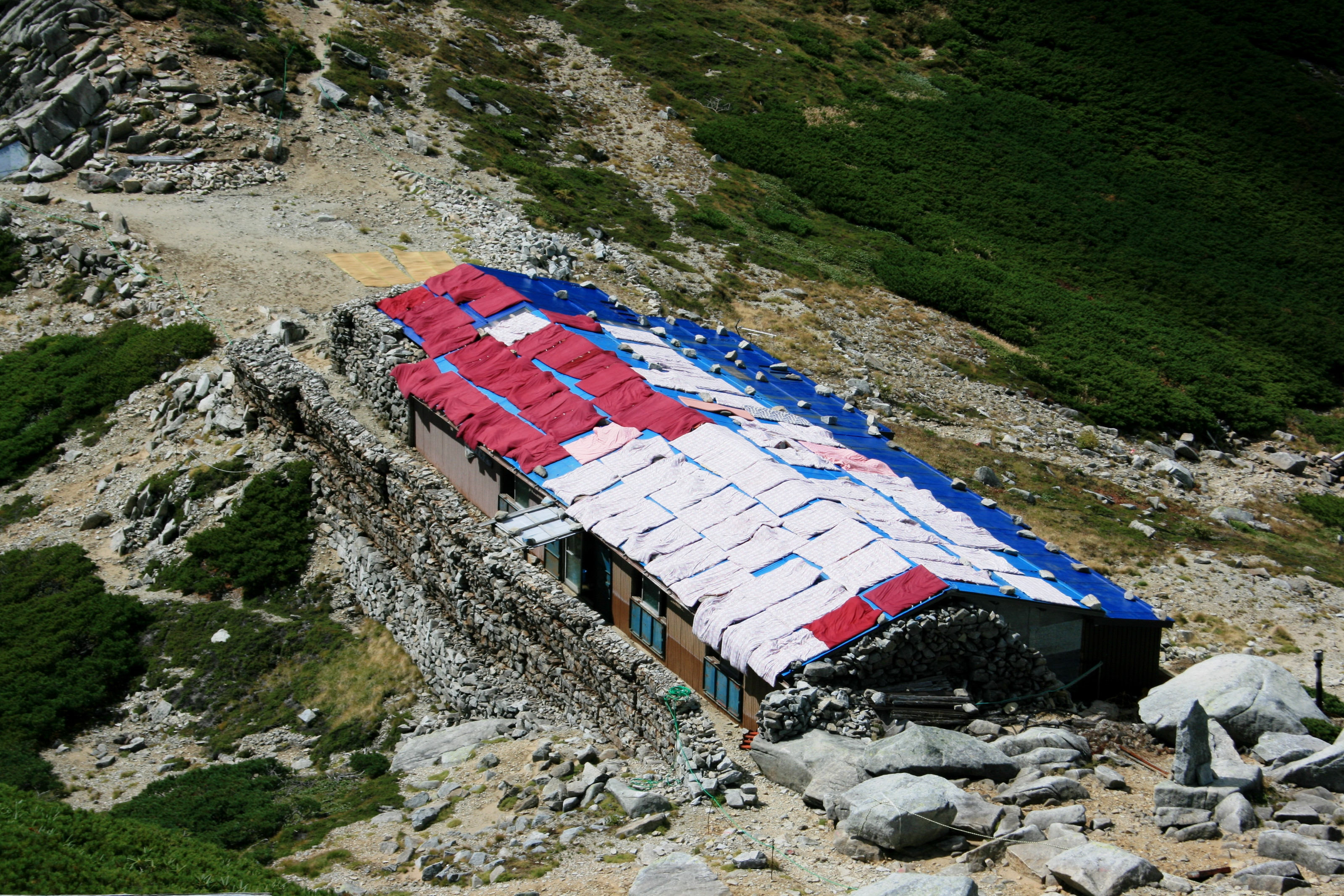
Futon được phơi trên mái nhà của nhà trên núi ở núi Kisokoma

Futon truyền thống được dùng trên tatami, một loại vải sàn được dùng để lát mặt sàn có độ mềm và cứng vừa phải. Thông thường, bên trong phòng của người Nhật còn có ngăn tủ cánh lùa để cất giữ futon, tất cả bộ chăn gối đều được gấp gọn, chỉ lấy ra khi có nhu cầu sử dụng. Bên cạnh đó, futon phải thường xuyên được vệ sinh, giặt giũ, hút bụi và phơi nắng. Thói quen của người Nhật là đem futon phơi ở lan can, sau đó sử dụng Futon Tataki – một dụng cụ đặc biệt, trước đây làm bằng tre – để phủi đi bụi đất còn bám trên nệm.

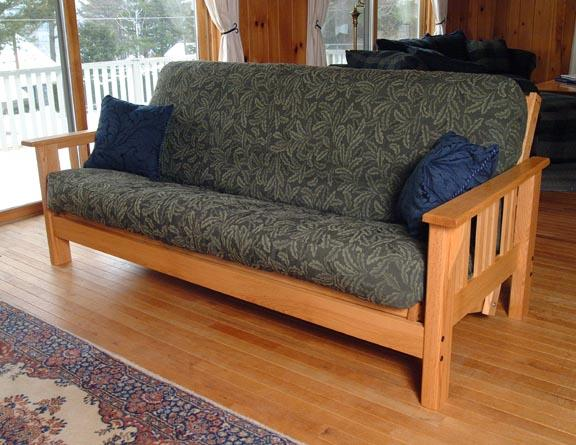
Futon loại vải Tây được gấp thành giường sofa

Loại futon phương Tây, không giống loại futon thường, điển hình là giường sofa, có chất liệu vải khác với nó ở Nhật Bản. Loại này có xu hướng giống những tấm nệm ở phương Tây, do chúng khó xếp lại vì quá cứng.

## Ưu điểm và nhược điểm[5]

### Ưu điểm
- Tận dụng được không gian: phòng ngủ có thể sử dụng vào nhiều mục đích khác khi mặt sàn không có đồ đạc. Đó có thể là phòng chơi của trẻ, chỗ trò chuyện, tiếp khách của bố mẹ.
- Đảm bảo an toàn: nếu nhà có trẻ nhỏ, bạn sẽ không lo bé vô tình lăn khỏi giường, chạy nhảy va vào thành giường.
- Nhà thoáng đãng hơn: khi nằm trực tiếp trên sàn, trần nhà sẽ có cảm giác cao hơn. Khi không có giường, diện tích mặt sàn trống cũng rộng hơn.
- Thoải mái, êm ái: nhiều người e ngại không ngủ ngon vì vải may chăn đệm thường 100% cotton. Bạn hãy thử ngủ một đêm và sẽ cảm thấy rất dễ chịu, không hề bị đau lưng. Nếu thấy lạnh, trong tủ các gia đình Nhật luôn có thêm chăn đệm cho bạn đắp.
- Dễ dàng thêm chỗ ngủ: khi nhà có khách, bạn không thể mua thêm một chiếc giường. Nhưng bạn sẽ dễ dàng trải thêm chăn đệm khi cần.
- Chi phí rẻ: chỉ cần mua một bộ sản phẩm đệm, chăn, gối mà không cần sắm những chiếc giường tốn kém.

### Nhược điểm
- Đệm Nhật không có ga phủ nên khi bị bẩn, bạn sẽ mất công làm sạch hơn.
- Bạn phải dành thời gian lấy chăn đệm vào buổi tối và cất chúng vào ban ngày.
- Trong phòng phải có tủ lớn để cất được hết chăn đệm, gối.